# Dieffenbachia longispatha
 (octobre 2021).
Si vous disposez d'ouvrages ou d'articles de référence ou si vous connaissez des sites web de qualité traitant du thème abordé ici, merci de compléter l'article en donnant les références utiles à sa vérifiabilité et en les liant à la section « Notes et références ».
Espèce
Dieffenbachia longispatha est une espèce de plantes à fleurs de la famille des Araceae, originaire du Panama et de la Colombie.

## Systématique
L'espèce Dieffenbachia longispatha a été décrite en 1915 par les botanistes allemands Adolf Engler (1844-1930) et Kurt Krause (1883-1963). 

## Description
Au sein du genre Dieffenbachia, il s'agit d'une espèce de grande taille pouvant atteindre 2 à 3 m de hauteur. Elle est pollinisée par des scarabées des genres Cyclocephala et Erioscelis.